# Franziska Petri
Pour les articles homonymes, voir Petri.
Franziska Petri, née le 17 août 1973 à Leipzig (à l'époque en Allemagne de l'Est), est une actrice allemande.

## Filmographie partielle

### Au cinéma
- 1998 : Le Jeu du mambo (Das Mambospiel) : Julia
- 1999 : Midsommar Stories : Jacqueline (segment "Sabotage")
- 1999 : Der Vulkan : Nathalie
- 2000 : Die Nachtschwester : Nachtschwester
- 2000 : Vergiss Amerika : Anna Lindner
- 2001 : Leo und Claire : Irene Scheffler  /  Seiler
- 2005 : Max und Moritz Reloaded : Sozialbeamtin Paula Winter
- 2006 : Under These Wings : Sarah
- 2007 : Porno!Melo!Drama! : Nico
- 2007 : Das Herz ist ein dunkler Wald : Anna
- 2008 : Schattenwelt : Valerie Matos
- 2009 : Für Miriam : Karen Mertens
- 2012 : L'Adultère : Elle
- 2016 : The Duelist : Aleksandra Iossifovna

### À la télévision
- 2005 : Horizons lointains (Endloser Horizont) de Thomas Jauch (de).